# Prašník
Prašník je naseljeno mjesto u okrugu Piešťany u Trnavskom kraju u Slovačkoj.

## Stanovništvo
| Godina:     | 1993. | 2003.   | 2013.   | 2023.   |
| ----------- | ----- | ------- | ------- | ------- |
| Broj ljudi: | 903   | 859     | 865     | 812     |
| Razlika:    |       | -4,87 % | +0,69 % | -6,12 % |

| Godina:     | 2022. | 2023.   |
| ----------- | ----- | ------- |
| Broj ljudi: | 812   | 812     |
| Razlika:    |       | +1,42 % |

Prema podacima o broju stanovnika iz 2023. godine naselje je imalo 812 stanovnika.

## Vanjske poveznice
|  | Zajednički poslužitelj ima još gradiva o temi Prašník |

- Službena stranica naselja (sl.)